# Vailhan
Vailhan [va.jɑ̃] (en occitan Valhan [βa.'ʎan]) est une commune française située dans le centre du département de l'Hérault, en région Occitanie.
Exposée à un climat méditerranéen, elle est drainée par la Peyne et par divers autres petits cours d'eau. La commune possède un patrimoine naturel remarquable composé d'une zone naturelle d'intérêt écologique, faunistique et floristique.
Vailhan est une commune rurale qui compte 142 habitants en 2022. Ses habitants sont appelés les Vailhanois et Vailhanoises.

## Géographie

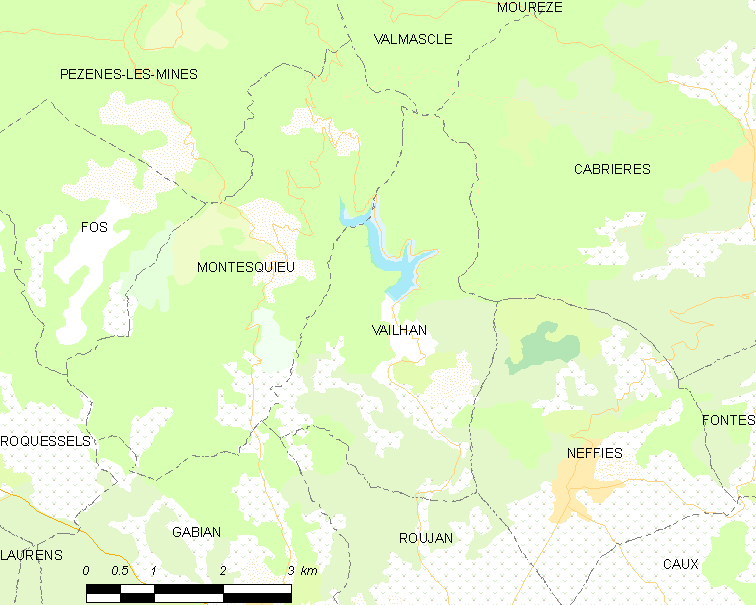
Carte.

Vailhan est située au nord et à 5 kilomètres de Roujan sur la limite de l'arrondissement de Lodève. L'on arrive dans ce village par la vallée de la Peyne ; on quitte cette rivière pour franchir la hauteur qui sépare du Grand Glauzy.

### Communes limitrophes
|             | Valmascle | Cabrières |
| Montesquieu | Vailhan   |           |
| Gabian      | Roujan    | Neffiès   |

### Climat
Pour des articles plus généraux, voir Climat de l'Occitanie et Climat de l'Hérault.
En 2010, le climat de la commune est de type climat méditerranéen franc, selon une étude s'appuyant sur une série de données couvrant la période 1971-2000. En 2020, Météo-France publie une typologie des climats de la France métropolitaine dans laquelle la commune est exposée à un climat méditerranéen et est dans la région climatique  Provence, Languedoc-Roussillon, caractérisée par une pluviométrie faible en été, un très bon ensoleillement (2 600 h/an), un été chaud (21,5 °C), un air très sec en été, sec en toutes saisons, des vents forts (fréquence de 40 à 50 % de vents > 5 m/s) et peu de brouillards.
Pour la période 1971-2000, la température annuelle moyenne est de 13,8 °C, avec une amplitude thermique annuelle de 16,2 °C. Le cumul annuel moyen de précipitations est de 887 mm, avec 6,9 jours de précipitations en janvier et 2,7 jours en juillet. Pour la période 1991-2020, la température moyenne annuelle observée sur la station météorologique la plus proche, située sur la commune de Roujan à 5 km à vol d'oiseau, est de 14,7 °C et le cumul annuel moyen de précipitations est de 577,8 mm,. Pour l'avenir, les paramètres climatiques de la commune estimés pour 2050 selon différents scénarios d'émission de gaz à effet de serre sont consultables sur un site dédié publié par Météo-France en novembre 2022.

### Milieux naturels et biodiversité

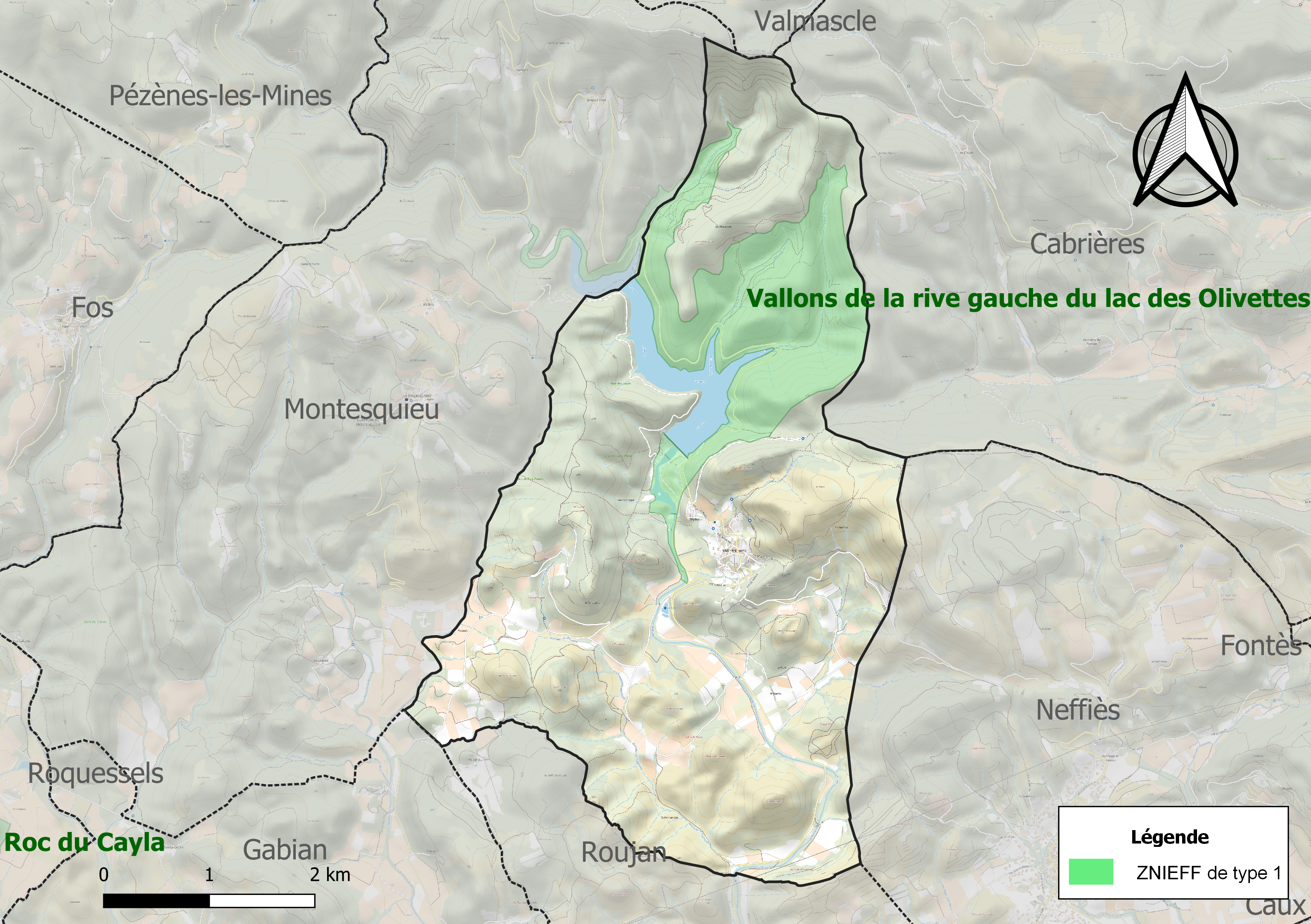
Carte de la ZNIEFF de type 1 localisée sur la commune.

L’inventaire des zones naturelles d'intérêt écologique, faunistique et floristique (ZNIEFF) a pour objectif de réaliser une couverture des zones les plus intéressantes sur le plan écologique, essentiellement dans la perspective d’améliorer la connaissance du patrimoine naturel national et de fournir aux différents décideurs un outil d’aide à la prise en compte de l’environnement dans l’aménagement du territoire.
Une ZNIEFF de type 1 est recensée sur la commune :
les « vallons de la rive gauche du lac des Olivettes » (197 ha), couvrant 3 communes du département.

## Urbanisme

### Typologie
Au 1er janvier 2024, Vailhan est catégorisée commune rurale à habitat dispersé, selon la nouvelle grille communale de densité à sept niveaux définie par l'Insee en 2022.
Elle est située hors unité urbaine et hors attraction des villes,.

### Occupation des sols
L'occupation des sols de la commune, telle qu'elle ressort de la base de données européenne d’occupation biophysique des sols Corine Land Cover (CLC), est marquée par l'importance des forêts et milieux semi-naturels (75,6 % en 2018), une proportion identique à celle de 1990 (75,6 %). La répartition détaillée en 2018 est la suivante : 
forêts (44,5 %), milieux à végétation arbustive et/ou herbacée (31,1 %), cultures permanentes (12,5 %), zones agricoles hétérogènes (7,5 %), eaux continentales (4,3 %). L'évolution de l’occupation des sols de la commune et de ses infrastructures peut être observée sur les différentes représentations cartographiques du territoire : la carte de Cassini (XVIIIe siècle), la carte d'état-major (1820-1866) et les cartes ou photos aériennes de l'IGN pour la période actuelle (1950 à aujourd'hui).

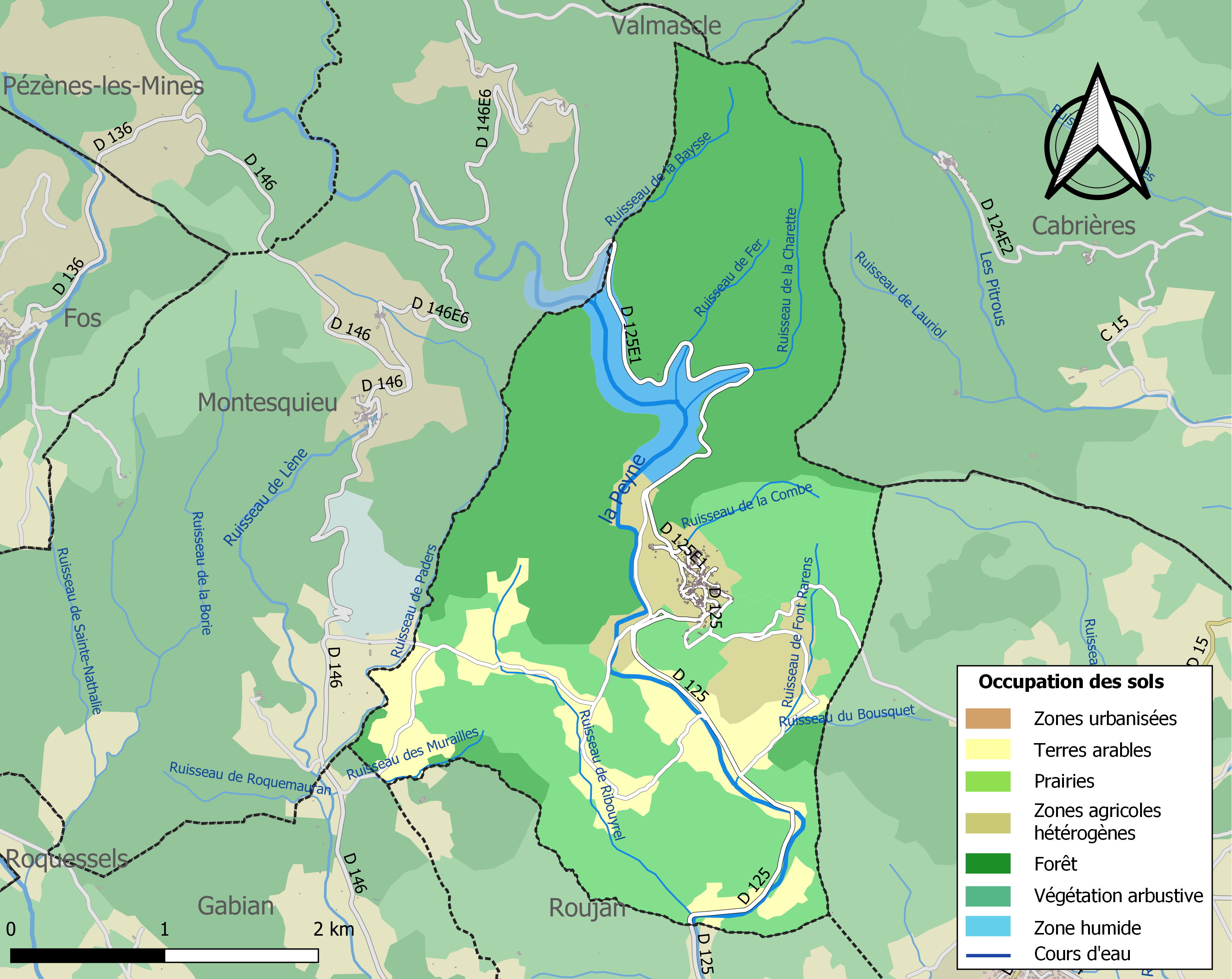
Carte des infrastructures et de l'occupation des sols de la commune en 2018 (CLC).

### Risques majeurs
Le territoire de la commune de Vailhan est vulnérable à différents aléas naturels : météorologiques (tempête, orage, neige, grand froid, canicule ou sécheresse), feux de forêts et séisme (sismicité faible). Il est également exposé à un risque technologique, la rupture d'un barrage, et à un risque particulier : le risque de radon. Un site publié par le BRGM permet d'évaluer simplement et rapidement les risques d'un bien localisé soit par son adresse soit par le numéro de sa parcelle.

#### Risques naturels
Vailhan est exposée au risque de feu de forêt. Un plan départemental de protection des forêts contre les incendies (PDPFCI) a été approuvé en juin 2013 et court jusqu'en 2022, où il doit être renouvelé. Les mesures individuelles de prévention contre les incendies sont précisées par deux arrêtés préfectoraux et s’appliquent dans les zones exposées aux incendies de forêt et à moins de 200 mètres de celles-ci. L’arrêté du 25 avril 2002 réglemente l'emploi du feu en interdisant notamment d’apporter du feu, de fumer et de jeter des mégots de cigarette dans les espaces sensibles et sur les voies qui les traversent sous peine de sanctions. L'arrêté du 11 mars 2013 rend le débroussaillement obligatoire, incombant au propriétaire ou ayant droit,.

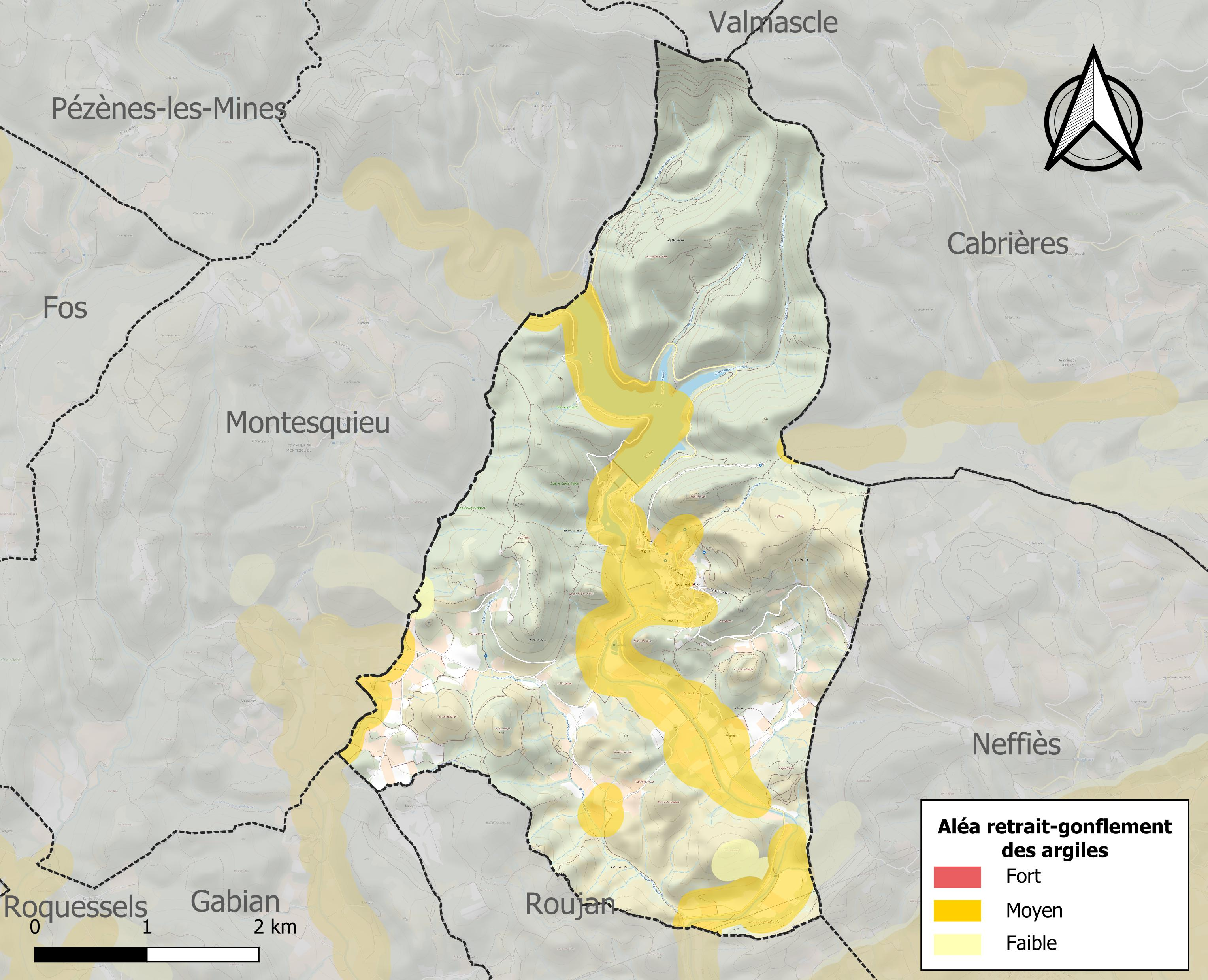
Carte des zones d'aléa retrait-gonflement des sols argileux de Vailhan.

Le retrait-gonflement des sols argileux est susceptible d'engendrer des dommages importants aux bâtiments en cas d’alternance de périodes de sécheresse et de pluie. 19,8 % de la superficie communale est en aléa moyen ou fort (59,3 % au niveau départemental et 48,5 % au niveau national). Sur les 107 bâtiments dénombrés sur la commune en 2019, 89 sont en aléa moyen ou fort, soit 83 %, à comparer aux 85 % au niveau départemental et 54 % au niveau national. Une cartographie de l'exposition du territoire national au retrait gonflement des sols argileux est disponible sur le site du BRGM,.
Par ailleurs, afin de mieux appréhender le risque d’affaissement de terrain, l'inventaire national des cavités souterraines permet de localiser celles situées sur la commune.
La commune a été reconnue en état de catastrophe naturelle au titre des dommages causés par les inondations et coulées de boue survenues en 1982, 1984, 1996, 2003, 2014, 2016 et 2019. 

#### Risques technologiques
La commune est en outre située en aval du barrage des Olivettes, un ouvrage de classe A sur la Peyne, mis en service en 1988 et disposant d'une retenue de 4,4 millions de mètres cubes. À ce titre, elle est susceptible d’être touchée par l’onde de submersion consécutive à la rupture d'un de ces ouvrages.

#### Risque particulier
Dans plusieurs parties du territoire national, le radon, accumulé dans certains logements ou autres locaux, peut constituer une source significative d’exposition de la population aux rayonnements ionisants. Certaines communes du département sont concernées par le risque radon à un niveau plus ou moins élevé. Selon la classification de 2018, la commune de Vailhan est classée en zone 3, à savoir zone à potentiel radon significatif.

## Toponymie
Attestée sous les formes in Vallano en 1147, de Valliano en 1167, Valhano en 1323, Valhan en 1571, Vallia en 1708.

## Histoire

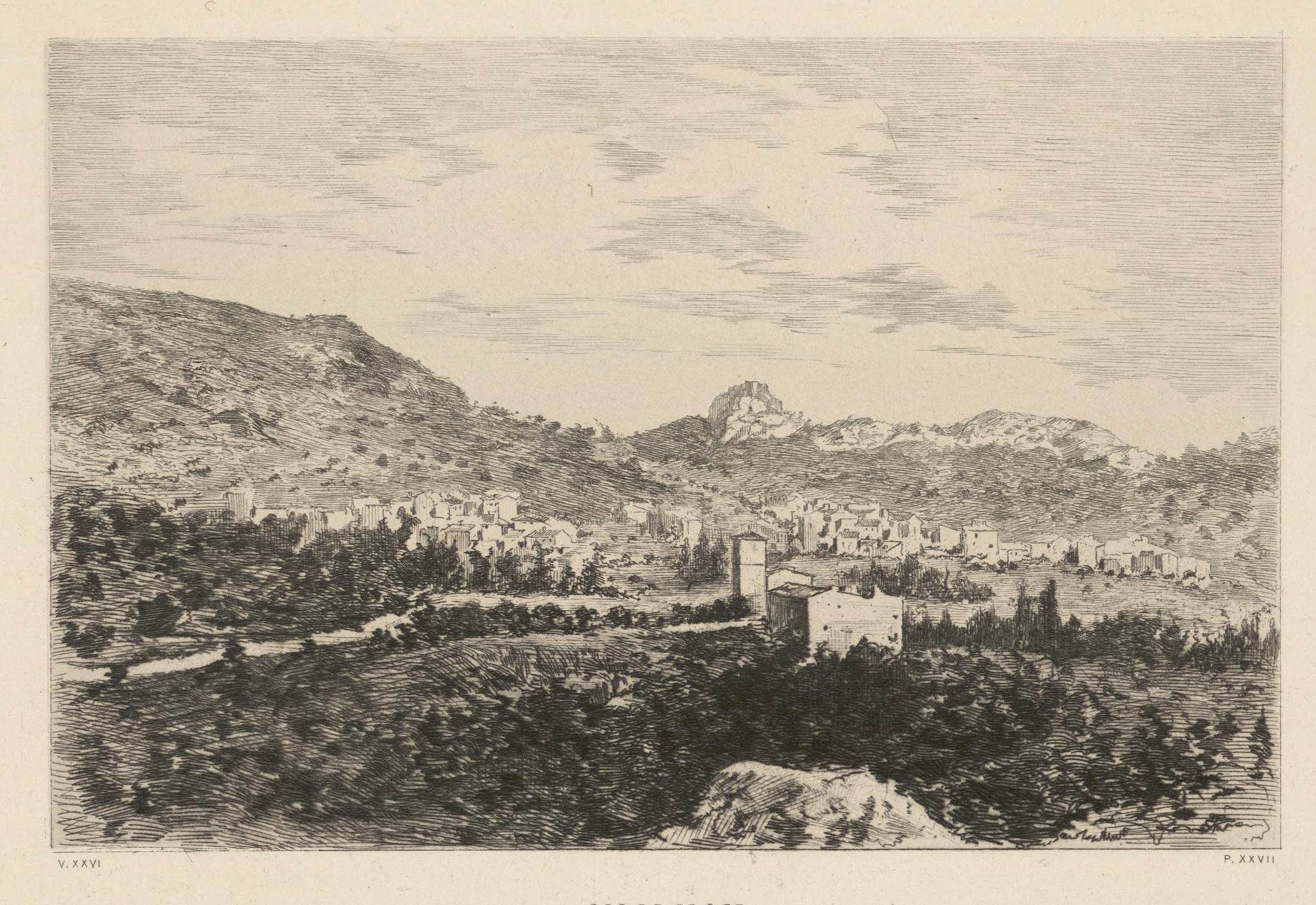
Vue générale du village : estampe (1894)

Sur un rocher calcaire presque à pic se dressent les ruines de l'ancien château dit Lou Castela, au pied duquel s'étendent les hameaux placés jadis sous la dépendance du seigneur féodal. L'on a en face de soi ceux de Cabanon et Vallet sur une hauteur, et au-dessous Saudadié et Fabié sur la route de Roujan ; à gauche ceux de l'église de Trignan et de Bouscarel.
Ces hameaux sont au nombre de sept. D'après les origines légendaires du pays, un seigneur de Vailhan, de retour d'une croisade en Palestine, n'ayant ramené avec lui que sept de ses hommes d'armes, leur distribua des terres de ses domaines, d'où le sept Vaillants.
Ce lieu est mentionné dans plusieurs bulles du XIIe siècle : en 1178, Castrum de Vallano dans celle d'Alexandre III en faveur de l'église de Béziers, et en 1182 dans celle d'Honorius III ; il est encore question de Vailhan dans le livre noir de St Nazaire en 1174, Castrum de calenis de Vallano. Dans le cartulaire de l'abbaye de Saint-Guilhem-le-Désert le mas de Bouscarel est aussi mentionné : en 1060, Burcharius mansus ; en 1115 mas Burlarent et en 1148 dans celui d'Aniane Boscairolas.
La seigneurie de Vailhan appartenait aux évêques de Béziers depuis le XIIe siècle, qui la conservèrent jusqu'à la fin du XVIIe siècle époque à laquelle le cardinal Pierre de Bonsi, évêque de Béziers, en fit présent à sa sœur dame Marie de Bonsi, marquise de Caylus.
Ce fief passe en 1723 entre les mains de M. Antoine Aphrodise de Castres, seigneur de Neffiès, qui le revend sans doute, car nous le retrouvons, en 1778, entre les mains de Mme Marthe Monique Adelaïde de Rouzières de Souvignardes, veuve de messire Joseph Guillaume Paschal de St-Guéry, sous le titre de vicomtesse et seigneuresse de Vailhan.
Son fils Gabriel-Jean-Guillaume, seigneur de Cazilhac (près de Pouzolles), marquis de St-Juéry, capitaine de régiment de Mestre de Camp-Cavalerie fut le dernier seigneur de Vailhan.
Il n'y avait pas à Vailhan d'habitation seigneuriale depuis l'abandon du Castela (grand château) qui remonte au moins au XIIIe siècle.
Il ne reste de cet ancien manoir que quelques pans de murs et une citerne. L'on y arrive d'un côté par une pente douce ; mais le versant qui domine Vailhan est presque à pic et donne une idée de ce qu'étaient les habitations des seigneurs du Moyen Âge.
Le terrain de Vailhan est connu en géologie comme un des plus riches du département de l'Hérault.
Un seul chemin carrossable, le chemin vicinal de Roujan à Vailhan, dessert cette localité depuis plusieurs années ; les transports se faisant à dos de mulet avant l'amélioration de cette voie qui la met en communication avec la ligne de Paulhan par la gare de Roujan-Neffiès. Les chemins le reliant aux autres lieux sont tracés sur les flancs des montagnes à près de 500 m d'altitude.

## Politique et administration
| Période    | Période    | Identité          | Étiquette | Qualité                    |
| ---------- | ---------- | ----------------- | --------- | -------------------------- |
| 1947       | 1959       | Emilien Cavaillé  |           |                            |
| 1959       | 1983       | Louis Barascut    |           |                            |
| 1983       | mars 2001  | Gilbert Saudadier |           |                            |
| mars 2001  | avril 2020 | Jean-Louis Ollier | SE        | Retraité Fonction publique |
| avril 2020 | En cours   | Jean-Michel Ulmer |           |                            |

## Démographie
L'évolution du nombre d'habitants est connue à travers les recensements de la population effectués dans la commune depuis 1793. Pour les communes de moins de 10 000 habitants, une enquête de recensement portant sur toute la population est réalisée tous les cinq ans, les populations de référence des années intermédiaires étant quant à elles estimées par interpolation ou extrapolation. Pour la commune, le premier recensement exhaustif entrant dans le cadre du nouveau dispositif a été réalisé en 2006.

En 2022, la commune comptait 142 habitants, en évolution de −11,25 % par rapport à 2016 (Hérault : +7,49 %, France hors Mayotte : +2,11 %).
| 1793 | 1800 | 1806 | 1821 | 1831 | 1836 | 1841 | 1846 | 1851 |
| ---- | ---- | ---- | ---- | ---- | ---- | ---- | ---- | ---- |
| 145  | 156  | 187  | 203  | 210  | 212  | 199  | 222  | 225  |

| 1856 | 1861 | 1866 | 1872 | 1876 | 1881 | 1886 | 1891 | 1896 |
| ---- | ---- | ---- | ---- | ---- | ---- | ---- | ---- | ---- |
| 229  | 252  | 230  | 207  | 199  | 214  | 196  | 204  | 205  |

| 1901 | 1906 | 1911 | 1921 | 1926 | 1931 | 1936 | 1946 | 1954 |
| ---- | ---- | ---- | ---- | ---- | ---- | ---- | ---- | ---- |
| 196  | 198  | 186  | 175  | 185  | 169  | 141  | 145  | 122  |

| 1962 | 1968 | 1975 | 1982 | 1990 | 1999 | 2006 | 2011 | 2016 |
| ---- | ---- | ---- | ---- | ---- | ---- | ---- | ---- | ---- |
| 135  | 116  | 105  | 127  | 132  | 120  | 158  | 171  | 160  |

| 2021 | 2022 | - | - | - | - | - | - | - |
| ---- | ---- | - | - | - | - | - | - | - |
| 145  | 142  | - | - | - | - | - | - | - |

## Économie

### Revenus
En 2018, la commune compte 69 ménages fiscaux, regroupant 143 personnes. La médiane du revenu disponible par unité de consommation est de 17 390 € (20 330 € dans le département).

### Emploi
|                | 2008   | 2013   | 2018   |
| -------------- | ------ | ------ | ------ |
| Commune        | 12,5 % | 15,8 % | 12,2 % |
| Département    | 10,1 % | 11,9 % | 12 %   |
| France entière | 8,3 %  | 10 %   | 10 %   |

En 2018, la population âgée de 15 à 64 ans s'élève à 87 personnes, parmi lesquelles on compte 74,4 % d'actifs (62,2 % ayant un emploi et 12,2 % de chômeurs) et 25,6 % d'inactifs,. Depuis 2008, le taux de chômage communal (au sens du recensement) des 15-64 ans est supérieur à celui de la France et du département.
La commune est hors attraction des villes,. Elle compte 30 emplois en 2018, contre 25 en 2013 et 23 en 2008. Le nombre d'actifs ayant un emploi résidant dans la commune est de 54, soit un indicateur de concentration d'emploi de 56,1 % et un taux d'activité parmi les 15 ans ou plus de 48,2 %.
Sur ces 54 actifs de 15 ans ou plus ayant un emploi, 18 travaillent dans la commune, soit 34 % des habitants. Pour se rendre au travail, 85,7 % des habitants utilisent un véhicule personnel ou de fonction à quatre roues, 1,8 % les transports en commun, 7,2 % s'y rendent en deux-roues, à vélo ou à pied et 5,4 % n'ont pas besoin de transport (travail au domicile).

### Activités hors agriculture
10 établissements sont implantés  à Vailhan au 31 décembre 2019.
Le secteur du commerce de gros et de détail, des transports, de l'hébergement et de la restauration est prépondérant sur la commune puisqu'il représente 30 % du nombre total d'établissements de la commune (3 sur les 10 entreprises implantées  à Vailhan), contre 28 % au niveau départemental.

### Agriculture
La commune est dans le « Soubergues », une petite région agricole occupant le nord-est du département de l'Hérault. En 2020, l'orientation technico-économique de l'agriculture  sur la commune est la viticulture.
|               | 1988 | 2000 | 2010 | 2020 |
| ------------- | ---- | ---- | ---- | ---- |
| Exploitations | 28   | 24   | 9    | 10   |
| SAU (ha)      | 219  | 168  | 119  | 131  |

Le nombre d'exploitations agricoles en activité et ayant leur siège dans la commune est passé de 28 lors du recensement agricole de 1988  à 24 en 2000 puis à 9 en 2010 et enfin à 10 en 2020, soit une baisse de 64 % en 32 ans. Le même mouvement est observé à l'échelle du département qui a perdu pendant cette période 67 % de ses exploitations,. La surface agricole utilisée sur la commune a également diminué, passant de 219 ha en 1988 à 131 ha en 2020. Parallèlement la surface agricole utilisée moyenne par exploitation a augmenté, passant de 8 à 13 ha.

## Culture locale et patrimoine

### Lieux et monuments
- Barrage et lac des Olivettes.

- Château.

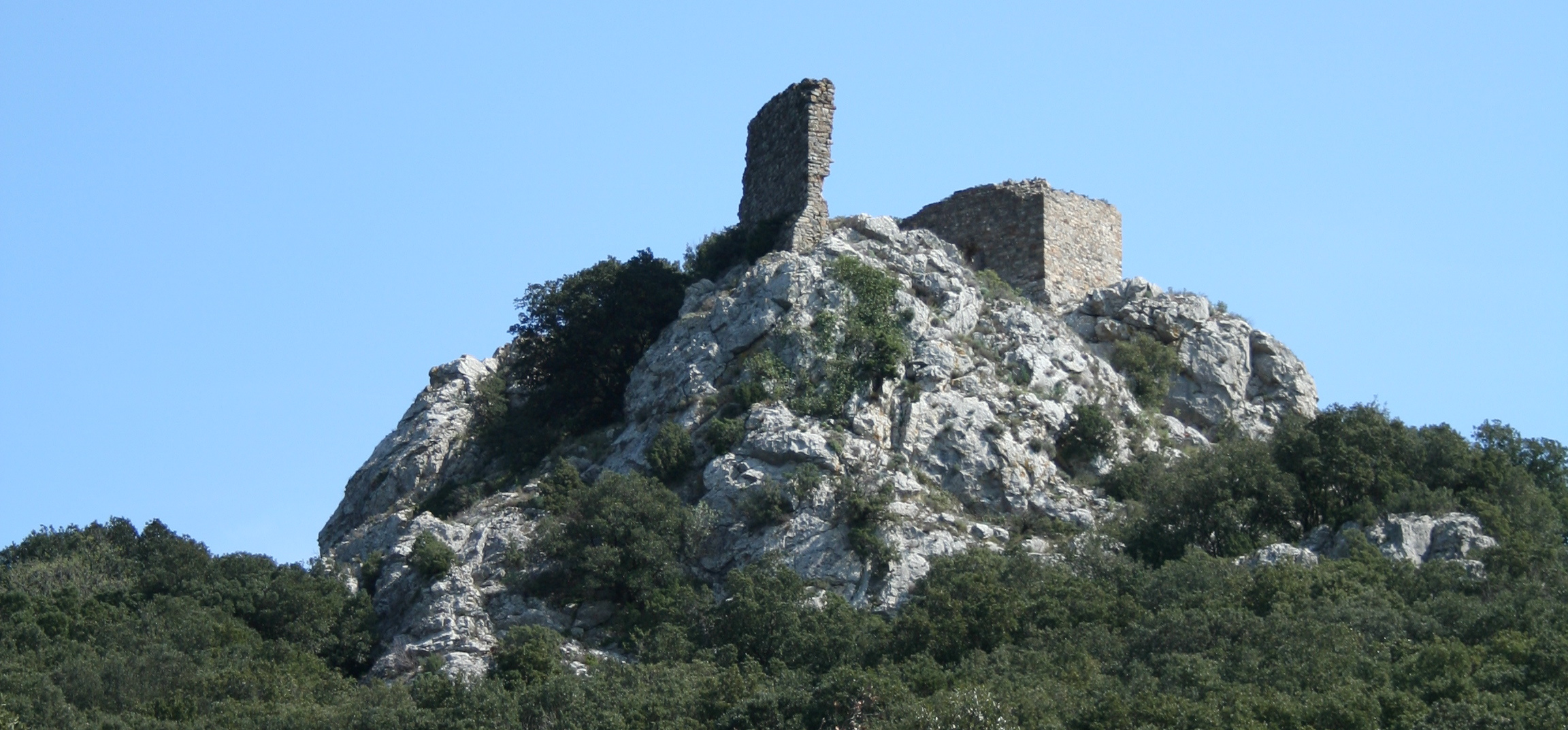
Château.

- Église de l'Assomption-de-Notre-Dame de Vailhan

### Héraldique
|  | Les armoiries de Vailhan se blasonnent ainsi : De sable, au pairle losangé d'or et de sable. |